# Ultimate tafeltennis

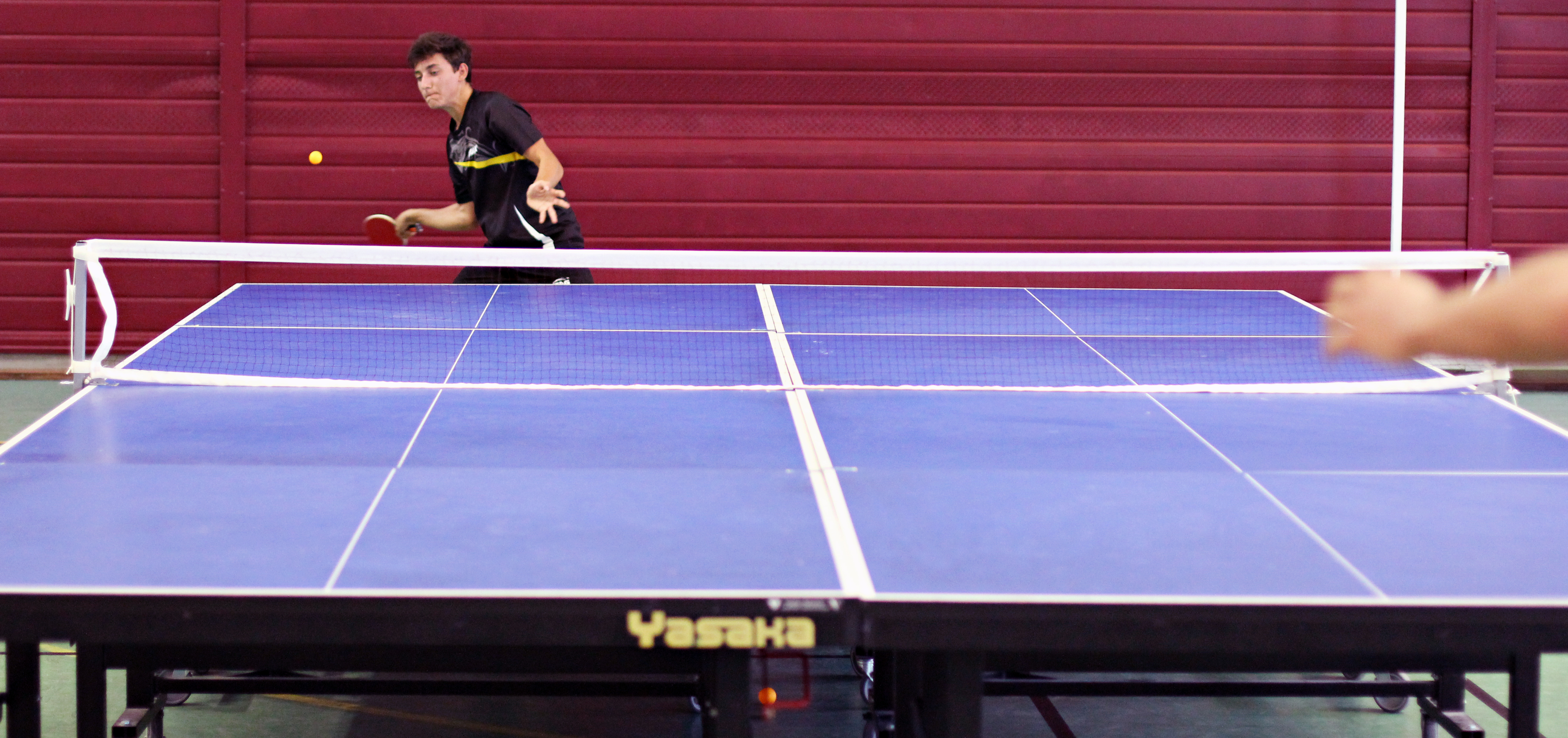
Ultimatetafeltennistafel bestaande uit vier samengevoegde normale tafeltennistafels

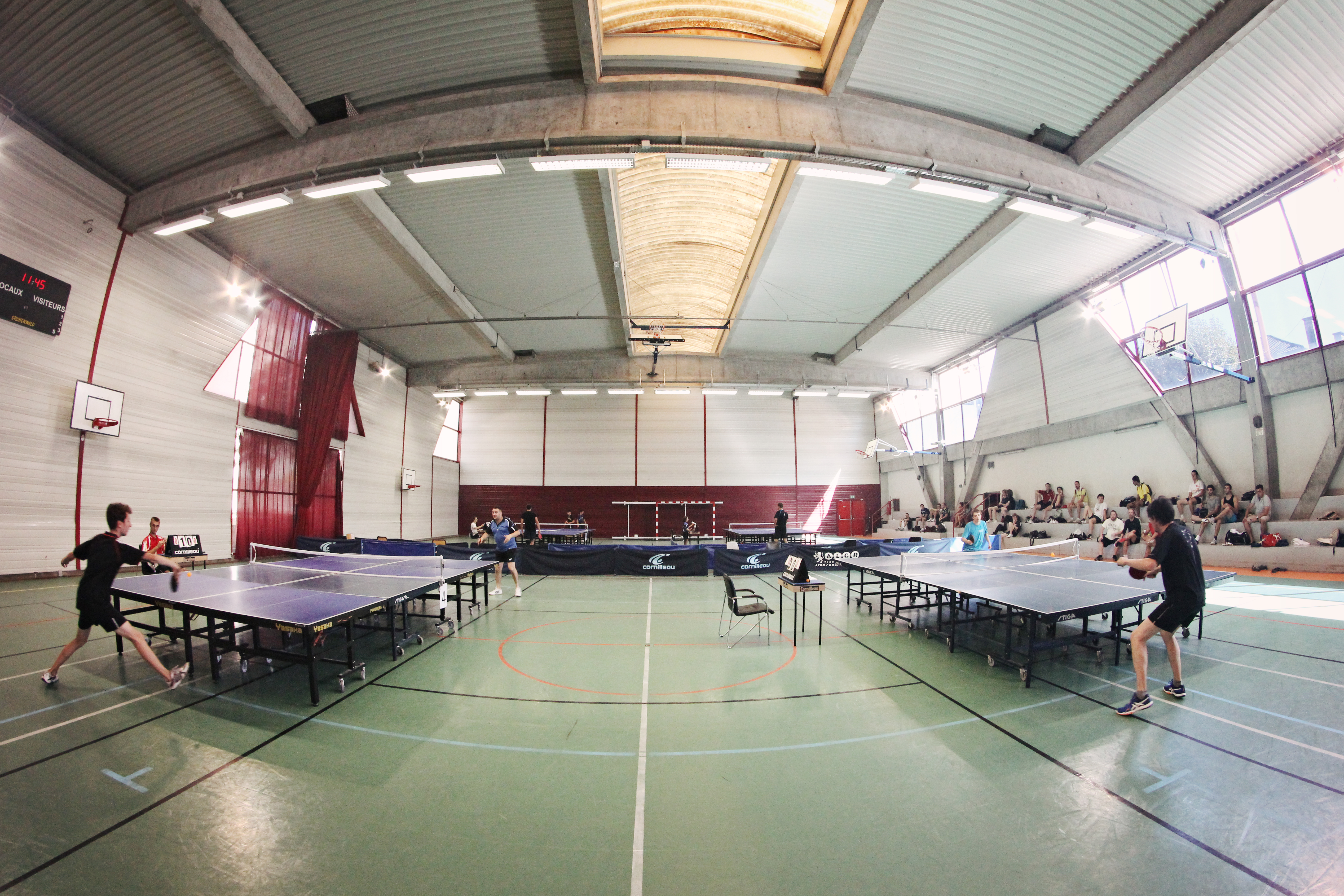
Ultimate ping toernooi in Frankrijk

Ultimate tafeltennis/Vierertisch is een vorm van tafeltennis, waarbij op vier aaneengeschoven tafeltennistafels wordt gespeeld. Het net is extra hoog met 32 centimeter. Het is een samensmelting van tennis en tafeltennis. Door het grote speelveld, moeten de spelers meer meters afleggen en harder slaan. Deze vorm van tafeltennis is daarom fysiek veel zwaarder dan het traditionele tafeltennis. 
De sport wordt vooral beoefend in Duitsland en Frankrijk, waar men respectievelijk spreekt van Vierertisch en ultimate ping. Er worden ook al internationale toernooien gehouden en er is zelfs een officieus WK. Inmiddels neemt ook in andere landen de populariteit snel toe, waaronder Nederland. Hier is gekozen voor de naam 'ultimate tafeltennis' of kortweg ultimate. 
De organisatoren van Ultimate tafeltennis zien de sport niet als een concurrent van het traditionele tafeltennis, maar meer als een afwisselingsrijke variant van het tafeltennis voor in voor de zomerpauze. In de periode april tot september vinden daarom de meeste toernooien plaats.

## Geschiedenis
Vierertisch (ook geschreven als 4er-Tisch) is als een trainingsgeintje in de jaren 90 ontstaan in Westerwald (Duitsland), om precies te zijn in Weitefeld. De bedenkers van Vierertisch zijn Andreas Greb, Yannick Schneider en Thomas Becker (alle drie tafeltennisspelers van de Oberligaclub TUS WeitefeldLangenbach) evenals Chris Pfeiffer (RTTV). Zij zijn tevens de drijvende krachten achter de maatschap "4er-Tisch", waarmee zij de sport promoten en toernooien organiseren. Sinds 2013 hebben zij een speciale website in het leven geroepen, met daarop o.a. nieuws en uitslagen. Voor Vierertisch hebben zij tevens een speciaal net laten ontwikkelen en zij hebben de spelregels bepaald. 
In 2004 vond het eerste Vierertisch-toernooi plaats in Hachenburg. Destijds streden 32 spelers om de eerste officieuze „4er-Tisch wereldtitel“. In de beginjaren behield dit toernooi zijn hobbykarakter. Later groeide het officieuze WK uit tot een steeds professioneler toernooi met grotere aantallen deelnemers en steeds meer deelnemers uit verschillende Europese landen. Naast de mannen, strijden eveneens de vrouwen, scholieren, jeugd en senioren om de Vierertisch-titel. Vanaf 2015 vindt het officieuze WK plaats in Altenkirchen.

## Nederland
Jonah Kahn is de oprichter en voorzitter van ultimate tafeltennis Nederland. Het eerste ultimate toernooi in Nederland, tevens NK, werd op zaterdag 27 juni 2015 gehouden bij tafeltennisvereniging T.O.G.B. uit Berkel en Rodenrijs. Boris de Vries won in de finale van Laurens Tromer. Een maand later werd Boris de Vries wereldkampioen bij het officieuze WK in Duitsland. Ook in 2016 organiseerde tafeltennisvereniging T.O.G.B. het NK. Martijn de Vries won de finale en ook hij werd een maand later wereldkampioen bij het officieuze WK in Duitsland. Martijn de Vries prolongeerde van 2017 t/m 2019 zijn officieuze wereldtitel Vierertisch. In 2017, 2018 en 2019 is het NK georganiseerd bij tafeltennisvereniging SVE (Utrecht). 
Vanaf 2017 organiseert TOGB jaarlijks het Ultimate Oppertoernooi voor jeugdleden uit heel Nederland en een intern Ultimate toernooi.
In 2019 heeft TOGB de spelregels voor Ultimate Tafeltennis helemaal herschreven naar aanleiding van internationale ontwikkelingen, wijzigingen in de tafeltennisspelregels en bevinden bij het spelen.